# Alan d'Albret
Alan d'Albret, dit el Gran (1440- 1522), va ser el setzè senyor d'Albret, vescomte de Tartàs, segon comte de Gavre i comte de Castres.

## Biografia
Fill de Caterina de Rohan († 1471) i de Joan I d'Albret († 1468). Net i hereu de Carles II d'Albret, va esdevenir cap de la casa d'Albret el 1471.
En 1476 durant la Guerra de Successió de Castella va penetrar a Guipúscoa amb 40.000 homes mentre Juan de Gamboa era alcaid d'Hondarribia. Albret va haver de retirar-se, tot i que a l'any següent va tornar a provar sort amb idèntic resultat. El 1477, durant la Guerra de Borgonya mentre que era alhora senyor d'Avesnes i conestable de França, va posar setge davant la seva pròpia ciutat per compte del rei Lluís XI; Avesnes tenia llavors el sentiment de pertinença als Països Baixos Borgonyons.
Es va casar el 1470 amb Francesca de Châtillon (Francesca de Blois-Bretanya † 1481), comtessa de Périgord, i vescomtessa de Llemotges, que era filla de Guillem de Blois, dit també Guillem de Bretanya, i d'Isabel de La Tour d'Auvergne; la seva esposa li va portar l'heretatge del comtat de Périgord, del vescomtat de Llemotges i algunes pretensions al ducat de Bretanya. Van tenir per fills:
- Joan d'Albret que es va casar el 1484 amb la reina Caterina I de Navarra, i va esdevenir rei de Navarra. La seva neta, Joana d'Albret es va casar amb Antoni de Borbó i va ser la mare del rei Enric IV de França i III de Navarra.
- Gabriel, senyor d'Avesnes-sur-Helpe, qui va ser promès amb Isabel de Bretanya, germana petita d'Anna de Bretanya.
- Carlota d'Albret, dama de Chasluç, que es va casar amb Cèsar Borja el 1500.
- Amanieu d'Albret († 1520), qui fou bisbe de Pàmies, de Comenge i de Lescar, després cardenal
- Pierre, comte del Périgord
- Lluïsa, vescomtessa de Llemotges († 1531), casada el 1495 amb Carles de Croy comte de Chimay.
- Isabel I, casada amb Gastó II captal del Buch.
- Anna, casada amb Carles de Croy.
- Isabel II, casada amb Joan de Foy.
- Maria, amistançada amb Joan de Foy.

## Lloctinent de Navarra
A la mort de Francesc I de Navarra el 1483, es va acordar el matrimoni de Joan d'Albret amb la seva germana Caterina, que fou nomenada reina de Navarra i comtessa de Foix sota la tutela de la seva mare i Alan d'Albret, pare de Joan. El matrimoni de Caterina i Joan va ser molt mal vist pels beamontesos, que es van col·locar sota la protecció i custòdia dels reis Catòlics.

## Laguerra boja
Malgrat la seva edat, va pretendre la mà d'Anna de Bretanya, encara una nena, i per aquest matrimoni el ducat de Bretanya com a gendre de Francesc II de Bretanya. Es va aliar al duc contra l'autoritat reial. Les seves intrigues no van reeixir i va ser vençut sense poder aportar el seu suport al duc de Bretanya el 1487. L'any següent, va aportar els seus reforços a Bretanya pel mar, però va ser derrotat junt amb Francesc II i el futur Lluís XII per l'exèrcit de Carles VIII a Saint-Aubin-du-Cormier. No obstant va seguir esperant regnar a Bretanya, però despitat pel matrimoni de la duquessa Anna amb el rei dels Romans Maximilià d'Àustria, va trobar més avantatjós de lliurar a les tropes franceses la ciutat de Nantes de la qual se li havia confiat la guarda. Va guanyar així de ser anomenat llavors, breument, governador de Bretanya per Carles VIII.
Alan d'Albret va morir el 1522.